# Wayang
Wayang er en film instrueret af Erik Stassen og Casper Konnerup.

## Handling
På det centrale Java gør Gandung Jatmiko klar til endnu en forestilling i det traditionelle skyggeteater. Hans familie har i generationer ført det traditionelle skyggeteater videre, og filmen viser at det stadig spiller en rolle. Filmen følger en forestilling gennem en hel nat.